# San Pablo Macuiltianguis (kommun)
San Pablo Macuiltianguis är en kommun i Mexiko.   Den ligger i delstaten Oaxaca, i den sydöstra delen av landet, 300 km sydost om huvudstaden Mexico City.
Följande samhällen finns i San Pablo Macuiltianguis:
- San Pablo Macuiltianguis